# Kraljevski dvor

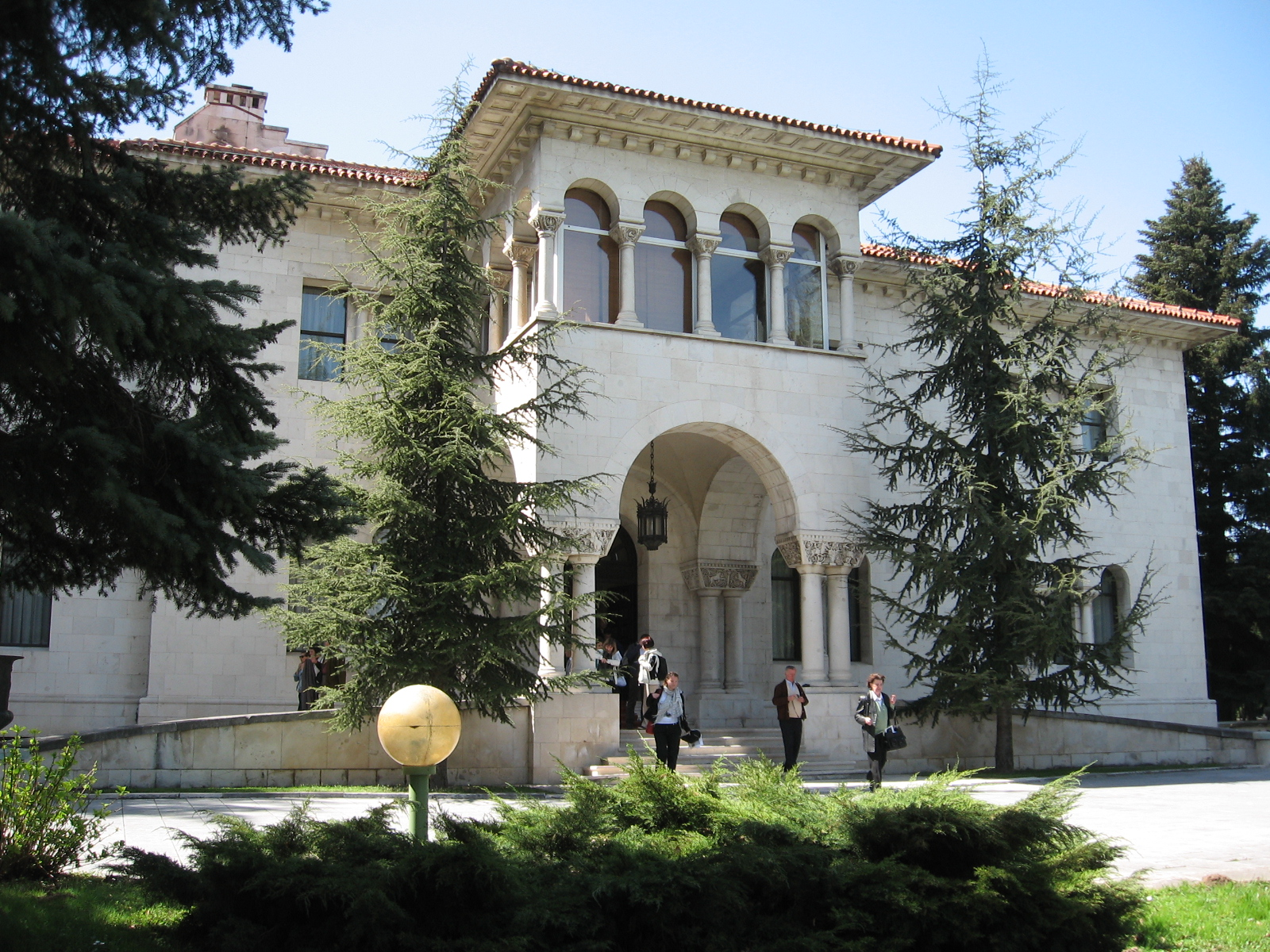
Kraljevski dvor.

Kraljevski dvor (kungliga palatset på serbiska) är den serbiska kungafamiljens residens. Slottet ligger på 100 hektar stora ägor i Dedinje, Belgrad. Slottet färdigställdes av kung Alexander I av Jugoslavien 1929.